# Maialen Chourraut
Maialen Chourraut Yurramendi (ur. 8 marca 1983) – hiszpańska kajakarka górska pochodzenia baskijskiego. Złota, srebrna oraz brązowa medalistka olimpijska.
Na igrzyskach olimpijskich debiutowała w 2008 w Pekinie. Zawody w 2012 były jej drugimi igrzyskami olimpijskimi, sięgnęła podczas nich w rywalizacji kajakarek w jedynce po brązowy medal. W 2009 była srebrną medalistką mistrzostw świata w tej konkurencji, w 2011 była trzecia. W 2016 podczas igrzysk olimpijskich w Rio de Janeiro została mistrzynią olimpijską w slalomie K-1. Na kolejnych igrzyskach rozgrywanych w Tokio zdobyła srebrny medal.